# شهرستان آپاچی (آریزونا)

شهرستان آپاچی یکی از شهرستان‌های واقع در شمال شرق ایالت آریزونا است. بر طبق سرشماری سال ۲۰۱۰، جمعیت این شهرستان برابر بود با ۷۱.۵۱۸ نفر. همچنین مساحت این شهرستان ۲۹.۰۵۵.۶ کیلومتر مربع است.

## پیوند
- وب‌گاه رسمی